# Coenagriocnemis insularis
Coenagriocnemis insularis – gatunek ważki z rodziny łątkowatych (Coenagrionidae). Jest endemitem wyspy Mauritius. Zagrożony wyginięciem.